# Fischingen (Baden)

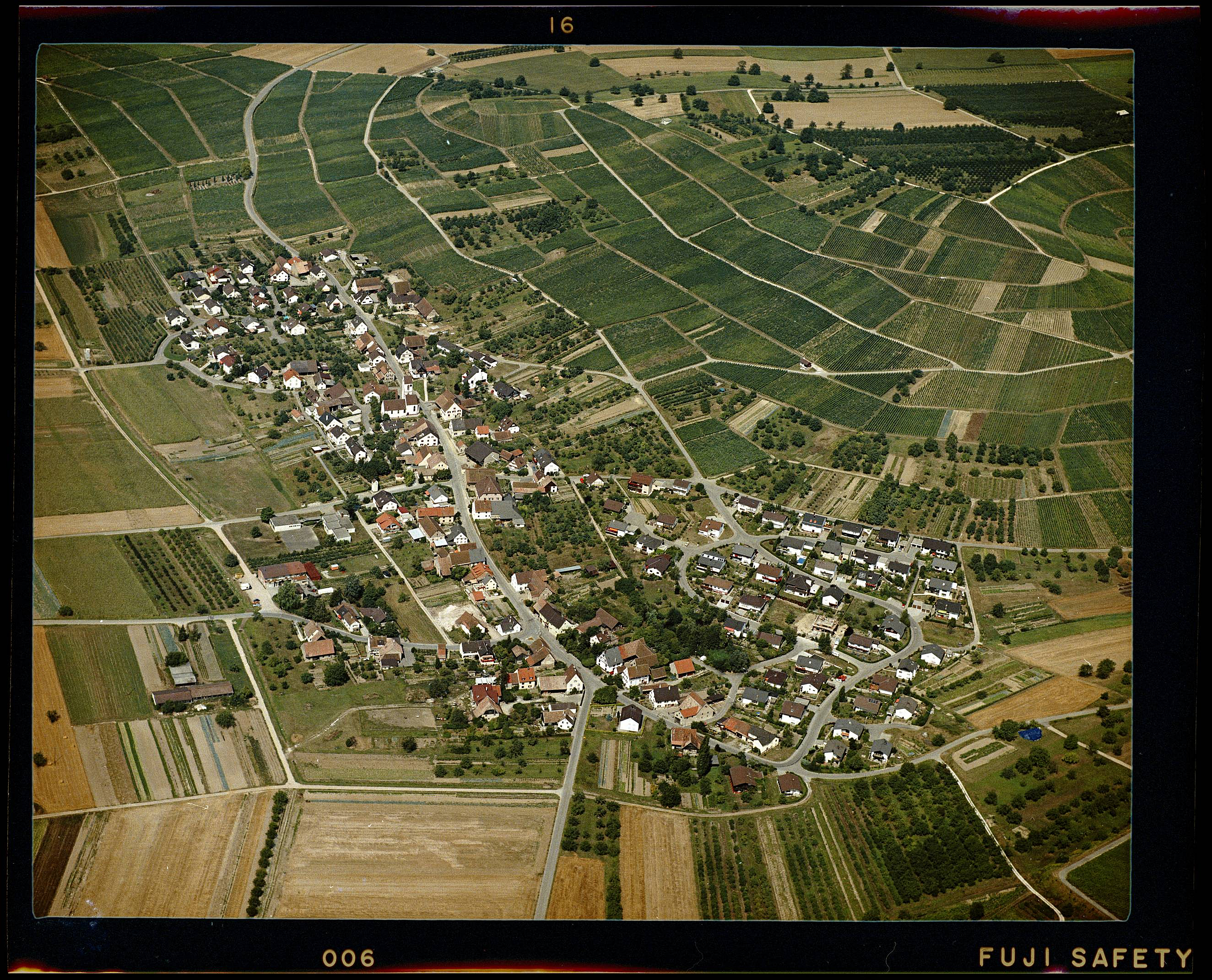
Luftbild von Fischingen (1985)

Fischingen (Alemannisch Fischige) ist eine Gemeinde in Baden-Württemberg und gehört zum Landkreis Lörrach. Zur Gemeinde Fischingen gehören außer dem gleichnamigen Dorf keine weiteren Ortschaften. Mit nur 1,89 Quadratkilometer hat die Gemeinde nach Wembach die zweitkleinste Gemarkungsfläche im Landkreis. Der Ort ist Mitglied im Gemeindeverwaltungsverband Vorderes Kandertal mit Sitz in Binzen.

## Lage und Gliederung
Fischingen liegt im südlichen Markgräflerland am Westhang des Läufelbergs (393 m) im äußersten Südwesten Deutschlands nahe der Schweizer und der französischen Grenze. Das Besiedlungsgebiet erstreckt sich von 279 m bis 290 m und liegt damit rund 20 Meter höher als der Rhein, der rund 2,5 Kilometer südwestlich am Ort vorbeifließt.
Die Gemeinde grenzt im Osten an Schallbach, das über eine Straße über den Läufelberg verbunden ist. Im Süden grenzt Fischingen an Binzen, eine Exklave von Rümmingen und an Eimeldingen sowie im Westen und Norden an Efringen-Kirchen und seinem Teilort Egringen. Die von Egringen kommende Kreisstraße 6325 zweigt im Ortskern in südwestliche Richtung ab und mündet in die rund einen Kilometer entfernte Bundesstraße 3.
Das Gemarkungsgebiet reicht von der Weil-Efringer Niederung bis zur Abbruchkante des Bamlach-Schallbacher Lösshügellandes.

## Geologie
Die Gemarkung Fischingens hat Anteil an zwei unterschiedlichen Naturräumen – an der Schotterebene des Rheins und an den lössbedeckten Tertiärhügeln des südlichen Markgräflerlandes, damit an der Vorbergzone des Schwarzwaldes.
Die in der letzten Kaltzeit (Würmkaltzeit) aufgeschütteten Rheinschotter bilden westlich des Dorfes die sogenannte Niederterrasse, das höchste Niveau der Rheinebene. Eine bis zu 20 m tiefer liegende, vom sich nacheiszeitlich eintiefenden Rhein geschaffene Terrassenfläche („Märkter Feld“) liegt bereits außerhalb der Gemarkung. Auf der Fischinger Gemarkung ist die Niederterrasse großflächig mit Schwemmlehm, späteiszeitlichem Hochflutlehm, bedeckt, was der Bodenqualität zugutekommt.
Der Untergrund der Hänge über dem Dorf besteht aus Schichten der tertiären Rheingrabenfüllung. Im Bereich der Ebene sind diese unter den etwa 20 m mächtigen Schottermassen verborgen. Es sind dies zum einen graue Tone des Rupel (Froidefontaine-Formation), entstanden, als zeitweise ein Meeresarm den Graben füllte, zum andern jüngere Brack- bis Süßwassersedimente der Elsässer Molasse, die den Rückzug des Meeres dokumentieren. Diese Sedimente sind weitgehend durch Hanglehm oder eine dünne Lössdecke dem Blick entzogen. Der Feinsandstein der Elsässer Molasse ist allerdings an der nordöstlichen Gemarkungsgrenze in den ehemaligen Sandgruben („Sandlöcher“) am Läufelberg gut aufgeschlossen. Diese widerstandsfähigen Sandsteine sind verantwortlich für Hangversteilungen im Gelände über dem Dorf, insbesondere am obersten Läufelberghang.
Auffällig ist die weiträumige Einbuchtung des Hanges über dem Dorf. Diese wurde bereits im älteren Eiszeitalter von einer Rheinschlinge angelegt. In den Rebhängen unter der obersten Hangversteilung am Läufelberg, auch an der Rippetshalde, fallen Kiese und Gerölle auf. Sie stammen aus der altpleistozänen Schotterdecke, die der Rhein damals auf der Höhe des Läufelbergs deponiert hatte.
Die für das Markgräfler Hügelland charakteristische, oft mehrere Meter dicke Lössbedeckung (bei Huttingen bis zu 26 m!) ist auf Fischingens Gemarkung nur auf dem Hummelberg in nennenswertem Umfang zu beobachten. Erst in den Nachbargemarkungen rings um die Bucht dominieren die ausgedehnten Lösspolster.

## Geschichte

### Ortsgeschichte
Erste archäologische Funde von Pfeilspitzen und Steinbeilen im Gewann Auf der Ebene/Kaiserhölzle deuten auf prähistorische Besiedlungen der Fischinger Gemarkung hin. Der Ort wurde bereits in der Zeit der alemannischen Landnahme im 3. und 4. Jahrhundert gegründet. Die erste urkundliche Erwähnung erfolgte im Jahre 772 als Fiscinga. Der Ortsname geht vermutlich auf einen Personennamen zurück. Im 8. und 9. Jahrhundert wird der Ort mehrfach in Urkunden des Klosters St. Gallen genannt, die auch im Besitz des örtlichen Dinghof und des Kirchensatzes waren. Die Vorsitzer sind unbekannt. Wann die Rechte auf die Herren von Rötteln übergingen, ist nicht bekannt; der erste Nachweis geht auf das Jahr 1291 zurück.

### Bevölkerungsentwicklung
Die Einwohnerzahl blieb zu Beginn des 19. Jahrhunderts mit knapp 300 Einwohnern bis in die 1820er Jahre konstant und stieg bis zur Mitte des Jahrhunderts um etwa ein Drittel auf 390 im Jahr 1845 an. Bis zum Ende des Jahrhunderts nahm die Bevölkerung stetig ab und stieg erst nach dem Ende des Zweiten Weltkrieges wieder auf über 300 Einwohner an. Erst die Erschließung neuer Baugebiete ließ ab den 1970er Jahren die Bevölkerung wieder ansteigen.
Einwohnerentwicklung von Fischingen
| Jahr | Einwohner |
| ---- | --------- |
| 1804 | 290       |
| 1845 | 390       |
| 1895 | 280       |
| 1925 | 285       |
| 1945 | 241       |
| 1952 | 298       |
| 1972 | 375       |
| 1981 | 534       |

| Jahr | Einwohner |
| ---- | --------- |
| 1987 | 550       |
| 1990 | 600       |
| 1995 | 598       |
| 2005 | 716       |
| 2010 | 701       |
| 2015 | 746       |
| 2020 | 775       |

## Religionen
Fischingen war seit der Reformation wie der Großteil des Markgräflerlandes evangelisch-lutherisch. Bis zur Mitte des 20. Jahrhunderts überstieg der Anteil der Katholiken nie 5 %. Durch den Zuzug nach dem Zweiten Weltkrieg stieg der Anteil von 7,8 % 1963 auf 16,2 % im Jahr 1987; der Anteil der Evangelischen betrug im selben Jahr 73,5 %. Die evangelische Kirchengemeinde wird bis heute von der eigenen Pfarrkirche St. Peter betreut. Die katholischen Mitglieder werden von der Pfarrgemeinde St. Maria in Haltingen betreut.

## Politik

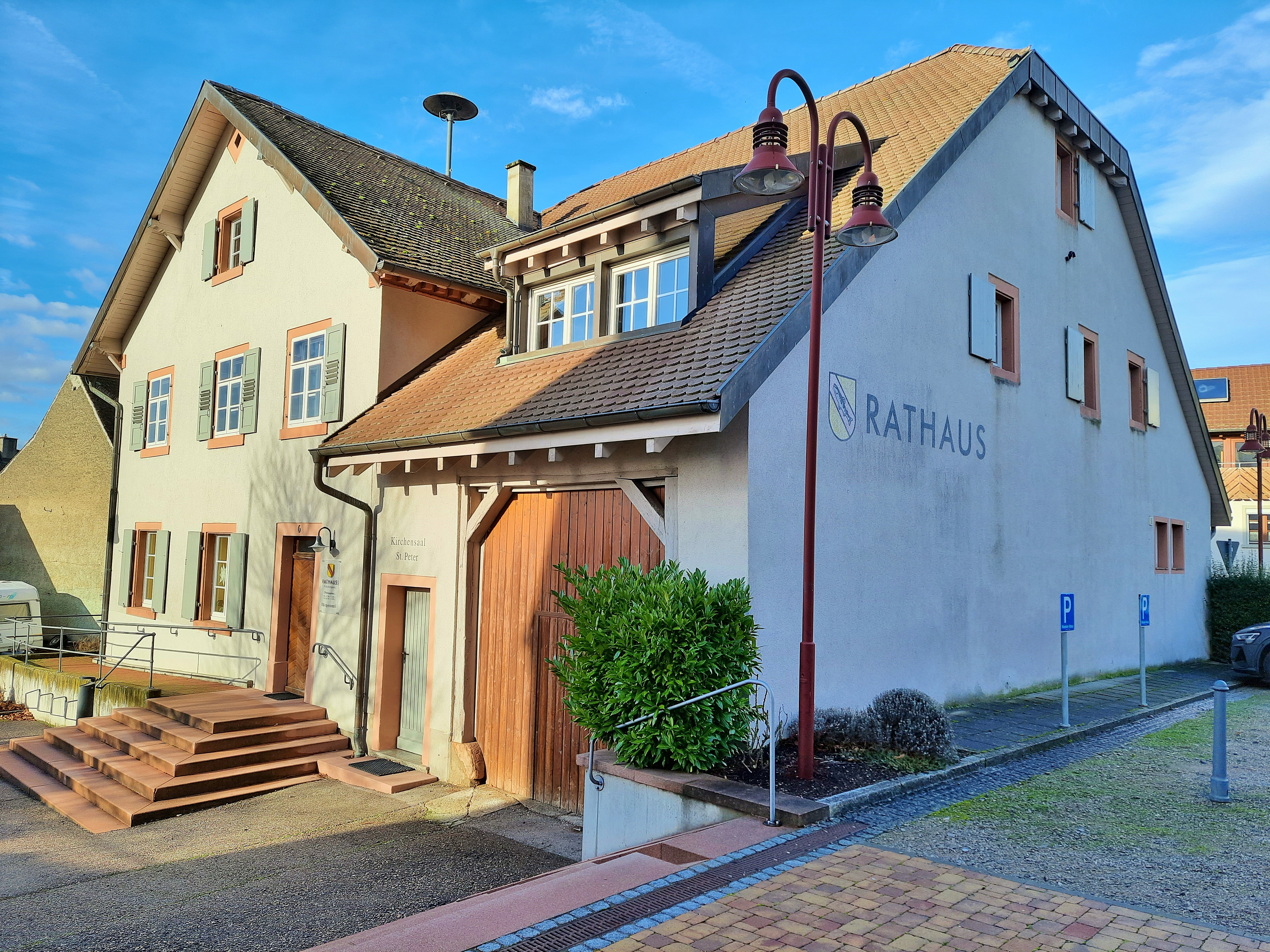
Rathaus Fischingen

### Verwaltungsverband
Fischingen ist Mitglied des Gemeindeverwaltungsverbandes Vorderes Kandertal mit Sitz in Binzen, in dem die Gemeinden Binzen, Eimeldingen, Fischingen, Rümmingen, Schallbach und Wittlingen seit dem Jahr 1971 ihre Verwaltung zusammenfassen.

### Gemeinderat und Bürgermeister
Der Gemeinderat in Fischingen hat acht Mitglieder. Er besteht aus den ehrenamtlichen Gemeinderäten und dem Bürgermeister als Vorsitzendem. Der Bürgermeister ist im Gemeinderat stimmberechtigt. Bei der Kommunalwahl am 26. Mai 2019 wurde der Gemeinderat durch Mehrheitswahl gewählt. Mehrheitswahl findet statt, wenn kein oder nur ein Wahlvorschlag eingereicht wurde. Die Bewerber mit den höchsten Stimmenzahlen sind dann gewählt. Die Wahlbeteiligung betrug 66,2 % (2014: 55,6 %).
Am 12. September 2010 wurde Axel Moick zum neuen Bürgermeister gewählt, sein Vorgänger war Peter Schmider Am 23. September 2018 wurde Moick für weitere acht Jahre in seinem Amt bestätigt.

### Wappen
Das Wappen von Fischingen zeigt einen nach oben schwimmenden silbernen (weißen) Fisch im roten Schrägbalken auf goldenem (gelben) Grund. Der Balken zeigt die Verbundenheit zum Land Baden, welches zwar dieselben Wappenfarben verwendet, allerdings vertauscht. Diese Tingierung nahm das Generallandesarchiv Karlsruhe 1905 vor. Der Fisch verweist auf die volksetymologische Deutung des Ortsnamens und wird seit dem 18. Jahrhundert als Dorfzeichen verwendet.

## Kultur und Sehenswürdigkeiten

### Ortsbild und Bauwerke

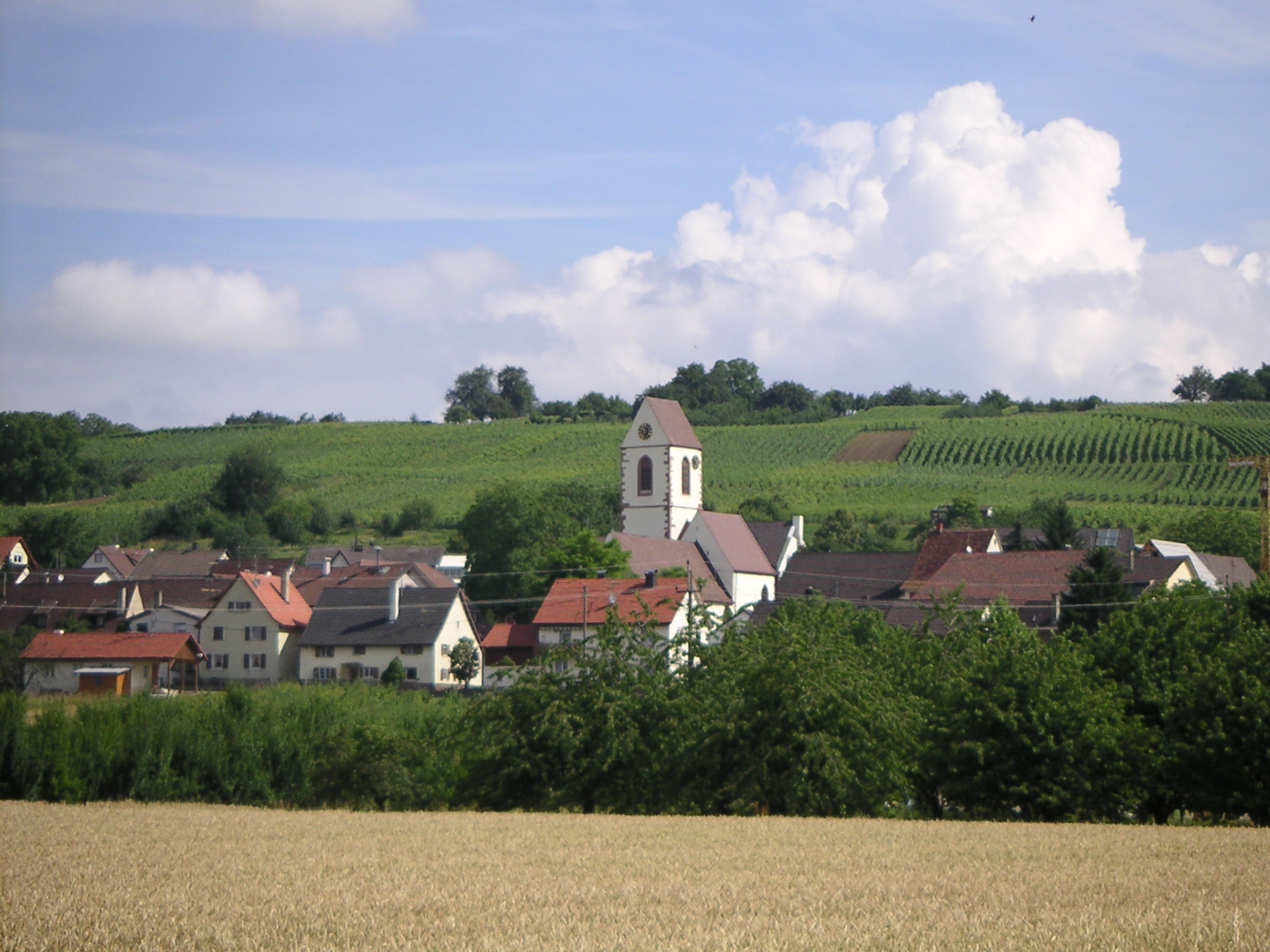
Fischingen im Markgräflerland

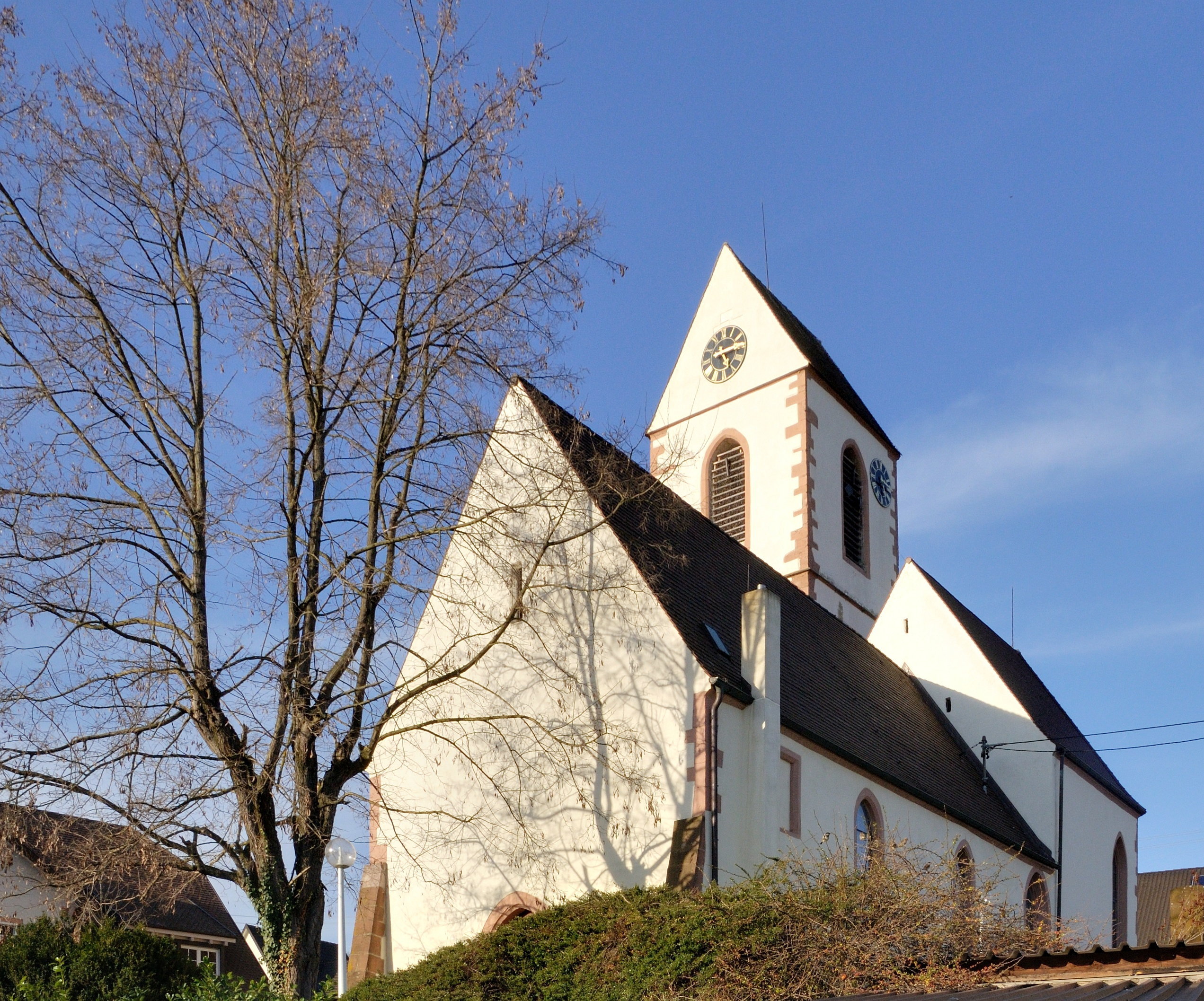
Evangelische Kirche Fischingen

Fischingen ist ein typisches Wegedorf. Es lassen sich einzelne, räumlich getrennte Besiedlungsgebiete erkennen und einen dichter verbauten Siedlungskern, der heute zugleich den Dorfmittelpunkt im Bereich der Kirche und des Vogtshauses bildet. In den 1960er Jahren hat sich der Siedlungsbereich weiter nach Westen ausgedehnt. Am südlichen Ortsrand hat sich in den 2000er Jahren das Neubaugebiet Riedmatten entwickelt.
Eine Sehenswürdigkeit ist die Evangelische Kirche Fischingen aus dem 8. Jahrhundert. Sie enthält Fresken mit biblischen Szenen aus dem 14. Jahrhundert. Neben der Kirche steht das Fischinger Rathaus. Das Giebelhaus, das ehemals als Schulhaus diente, ist Sitz neben der Ortsverwaltung. Wenige Meter südlich der Kirche steht das Vogtshaus aus dem Jahr 1607. Das zweigeschossige Gebäude mit mächtigem Walmdach gehörte der Deutschordenskommende Basel. Heute dient das Gebäude als Wohnhaus.

### Bildungseinrichtungen
Fischingen hatte bis 2017 eine eigene Grundschule. Weiterführende Schulen oder Sonderschulen befinden sich in Weil am Rhein, Lörrach und Efringen-Kirchen. Seit 1988 nutzt die evangelische Kirchengemeinde frei gewordene Schulräume als Kindergarten. Im oberen Stock des Rathauses ist seit 1989 der Bürgersaal untergebracht.

### Vereinsleben
Der Männerchor Fischingen aus dem Jahr 1846 ist der älteste im Ort ansässige Verein. Der Verein hat rund 140 Mitglieder, davon 32 Aktive. Außerdem beteiligen sich die Freiwillige Feuerwehr, die Jugendfeuerwehr, der Sportverein und das Akkordeon-Orchester am Vereinsleben.

## Wirtschaft und Infrastruktur

### Landwirtschaft

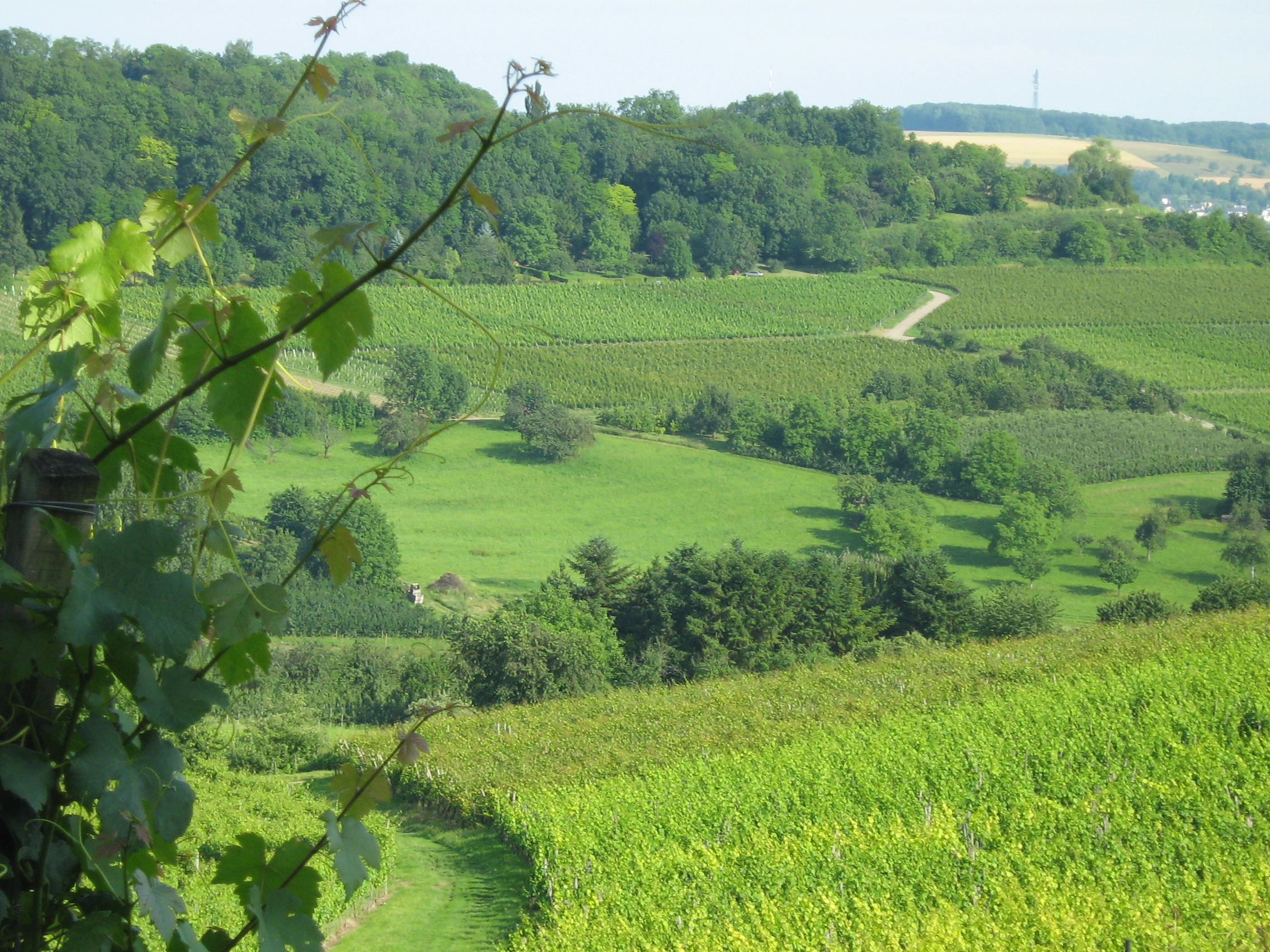
Landwirtschaftliche Flächen am Läufelberg

Fischingen ist eine Weinbaugemeinde. Rund 15 % der Gemeindefläche (28,5 Hektar) sind mit Reben bestockt. Angebaut werden vor allem die Rebsorten Gutedel und Müller-Thurgau; die Weine werden hauptsächlich durch die Winzergenossenschaft Bezirkskellerei Markgräflerland in Efringen-Kirchen vermarktet.
Neben dem Weinanbau werden in Fischingen auch Ackerflächen landwirtschaftlich genutzt und Viehhaltung betrieben. Beides ist zur Mitte des 20. Jahrhunderts stark reduziert bzw. verkleinert worden. Die wirtschaftlich stärkste Bedeutung hat, mit abnehmender Tendenz, die Schweinehaltung. Seit den 1960er Jahren wird aufgrund der günstigen Boden- und Klimaverhältnisse Obst und Gemüse in Sonderkulturen angebaut. Dazu wird auf etwa 10 Hektar Freiland in windgeschützten, südwestlichen Lagen Sommer- und Wintergemüse gezogen. Traditionell stark verbreitet ist der Streuobstbau. Der Obstbaumbestand vergrößerte sich von 2800 Bäumen im Jahr 1933 auf über 6000 im Jahr 1965, darunter rund 2300 Apfelbäume. Die Erträge werden auf den Wochenmärkten in Lörrach, Weil am Rhein und Schopfheim oder am Obstgroßmarkt in Efringen-Kirchen angeboten. Vor Ort verarbeiten rund 20 Abfindungsbrennerei die Erzeugnisse auch zu Obstwasser.

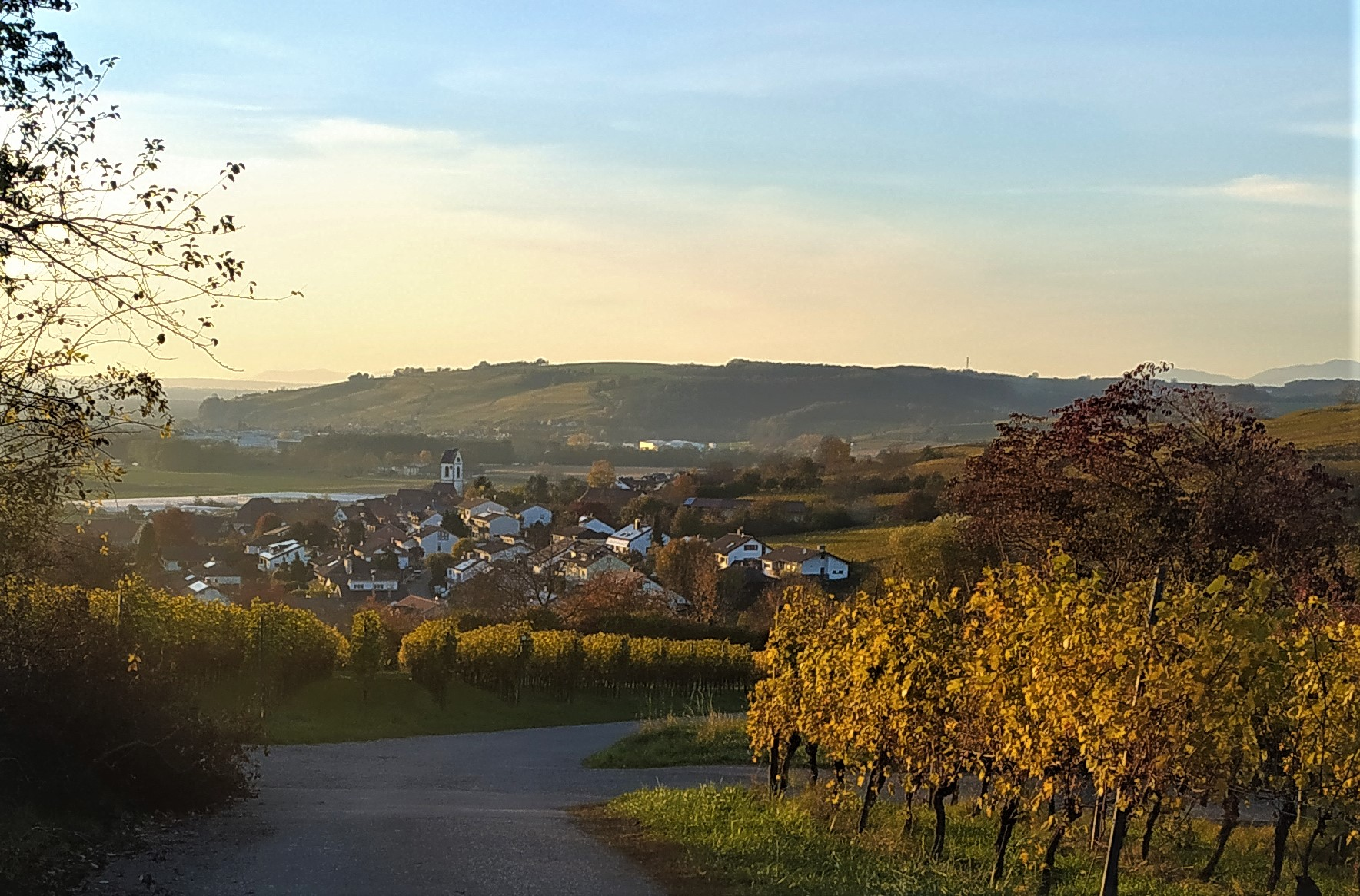
Fischingen, Herbstbild

### Verkehr
Die Bundesstraße 3 zwischen Freiburg und Weil am Rhein führt nur einen Kilometer entfernt an Fischingen vorbei. Die Anschlussstelle Eimeldingen der Bundesautobahn 98 ist drei Kilometer entfernt. Der öffentliche Nahverkehr wird durch den Regio Verkehrsverbund Lörrach betrieben. Es fahren nur sehr wenige Busse von und nach Fischingen. Eine Eisenbahnlinie führt nicht durch Fischingen; die nächstgelegene Station der Rheintalbahn befindet sich in Eimeldingen.

### Medien
Über Fischingen berichten neben dem Gemeindeblatt des Vorderen Kandertals die Badische Zeitung und das Oberbadische Volksblatt.